# Alpine Ski-Junioreneuropameisterschaften 1977
Die 6. Alpinen Ski-Junioreneuropameisterschaften fanden im März 1977 in Kranjska Gora in Jugoslawien statt.

## Herren

### Abfahrt
| Platz | Land | Sportler            |
| ----- | ---- | ------------------- |
| 1     | SUI  | Roland Lutz         |
| 2     | AUT  | Josef Rattensperger |
| 3     | FRG  | Sepp Wildgruber     |

### Riesenslalom
| Platz | Land | Sportler       |
| ----- | ---- | -------------- |
| 1     | YUG  | Boris Strel    |
| 2     | AUT  | Wolfram Ortner |
| 3     | ITA  | Leonardo David |

### Slalom
| Platz | Land | Sportler         |
| ----- | ---- | ---------------- |
| 1     | BUL  | Petar Popangelow |
| 2     | AUT  | Wolfram Ortner   |
| 3     | SWE  | Björn Jakobsson  |

## Damen

### Abfahrt
| Platz | Land | Sportlerin              |
| ----- | ---- | ----------------------- |
| 1     | SUI  | Annemarie Bischofberger |
| 2     | AUT  | Maria Schlechter        |
| 3     | FRG  | Monika Bader            |

### Riesenslalom
| Platz | Land | Sportlerin                |
| ----- | ---- | ------------------------- |
| 1     | TCH  | Jana Gantnerová-Šoltýsová |
| 2     | TCH  | Olga Charvátová           |
| 3     | FRG  | Heidi Wiesler             |

### Slalom
| Platz | Land | Sportlerin           |
| ----- | ---- | -------------------- |
| 1     | ITA  | Wanda Bieler         |
| 2     | FRG  | Marianne Zechmeister |
| 3     | TCH  | Jana Zemanová        |

## Medaillenspiegel
| Platz | Land             | Gold | Silber | Bronze | Gesamt |
| ----- | ---------------- | ---- | ------ | ------ | ------ |
| 1     | Schweiz          | 2    | –      | –      | 2      |
| 2     | Tschechoslowakei | 1    | 1      | 1      | 3      |
| 3     | Italien          | 1    | –      | 1      | 2      |
| 4     | Bulgarien        | 1    | –      | –      | 1      |
| 4     | Jugoslawien      | 1    | –      | –      | 1      |
| 6     | Österreich       | –    | 4      | –      | 4      |
| 7     | BR Deutschland   | –    | 1      | 3      | 4      |
| 8     | Schweden         | –    | –      | 1      | 1      |